# Стойна Вангеловска
Стойна Вангеловска (на македонска литературна норма: Стојна Вангеловска) е югославска и северномакедонска баскетболистка, сребърна медалистка от Летните олимпийски игри в Сеул през 1988 г.

## Биография
Родена е в Скопие на 5 февруари 1964 година или (по данни на Международния олимпийски комитет)) 1965 г.
Първото ѝ участие в олимпийския отбор на СФР Югославия е през 1984 г. На Олимпийските игри в Лос Анджелис (1984) е най-младата югославска баскетболистка на олимпийски игри. Тогава е на 19 години и 176 дни. Югославските баскетболисти успяват да спечелят само 1 победа от 5 срещи, като завършват на последно място в предварителния кръг.
След Олимпиадата продължава да играе в родната си Югославия. Преди следващите Олимпийски игри в Сеул става капитан на югославския национален отбор. Олимпийският женски баскетболен турнир се провежда в 2 кръга, като първите 8 отбора са разделени на 2 групи, от които класираните на първите 2 места играят полуфинали, а последните 2 отбора участват в квалификацията за 5-о – 8-о място. Югославските баскетболистки побеждават Чехословакия и Китай, губят от САЩ. По този начин се класират на 2-ро място в групите. На полуфинала побеждават отбора на Австралия с точка предимство и достигат до финала, където отново губят от отбора на САЩ.
По-късно Вангеловска е избрана за най-добрия играч на Световното и Европейското първенство по баскетбол.
След като прекратява състезателната си кариера, става вицепрезидент на Македонския олимпийски комитет, членка е на неговите Съвет на директорите и Клуб на великаните.